# Vi leger hospital
Vi leger hospital er en dokumentarfilm fra 1970 instrueret af Allan Beyer efter manuskript af Lise Giødesen og Allan Beyer.

## Handling
En debatfilm for voksne - om børns oplevelser på sygehus. Børn iført kitler dramatiserer deres oplevelser. 